# Новоафонська печерна залізниця
43°06′ пн. ш. 40°48′ сх. д. / 43.100° пн. ш. 40.800° сх. д.
Новоафонська печерна залізниця — залізниця відкрита 4 липня 1975 року у складі туристичного комплексу Новий Афон (Абхазія) для доступу у Новоафонську печеру. Призначена для доставки туристів до печери всередині Апсарської (Іверської) гори під час курортного сезону (з травня до листопада). Має довжину 1,3 км і три станції: «Вхідні ворота», «Зал Апсни» і «Зал Анакопія» (до 1992 — «Зал Тбілісі»).
Через підземне розташування цю залізницю іноді порівнюють із метрополітеном.

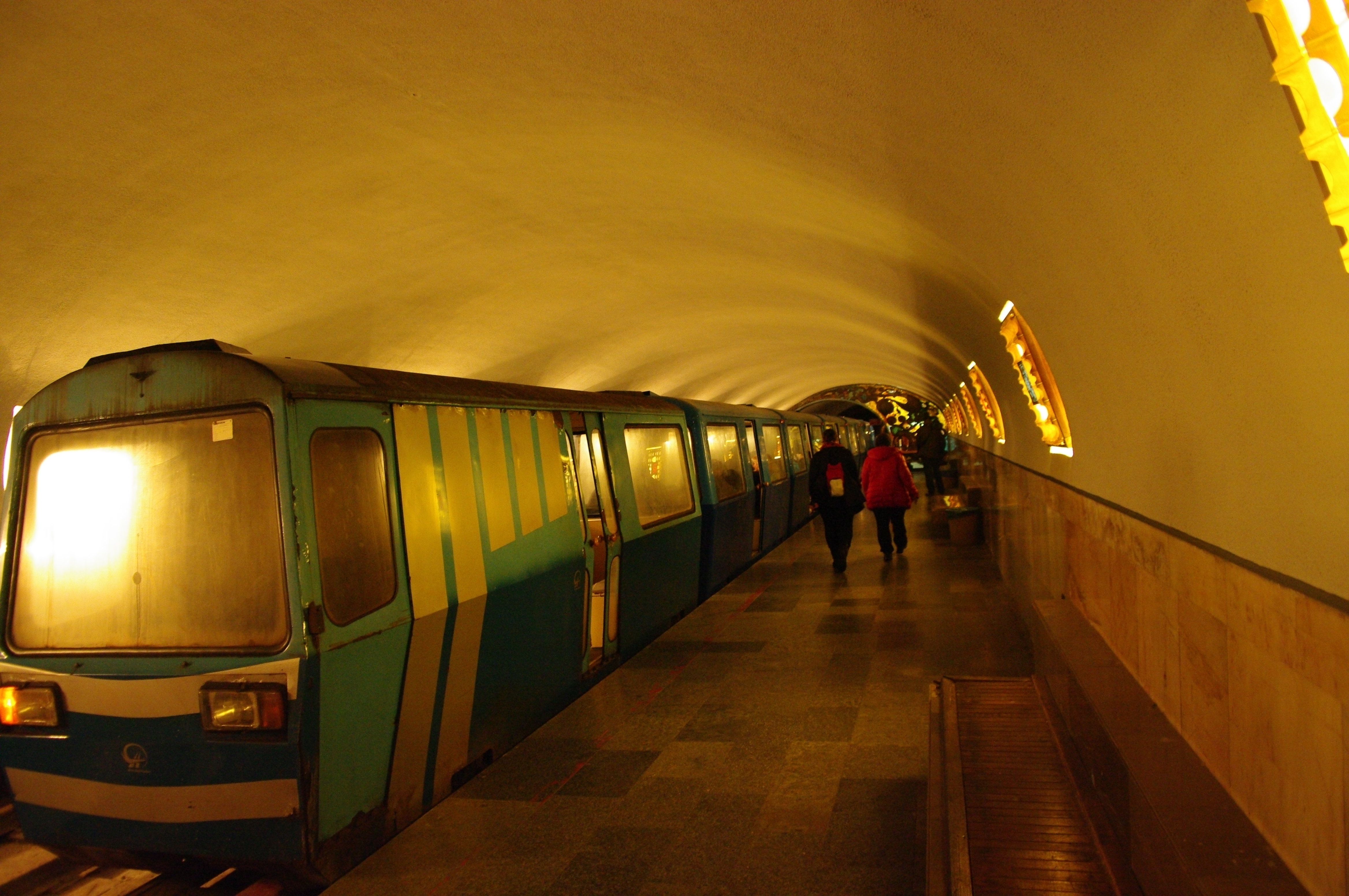
Електропоїзд Еп «Турист»

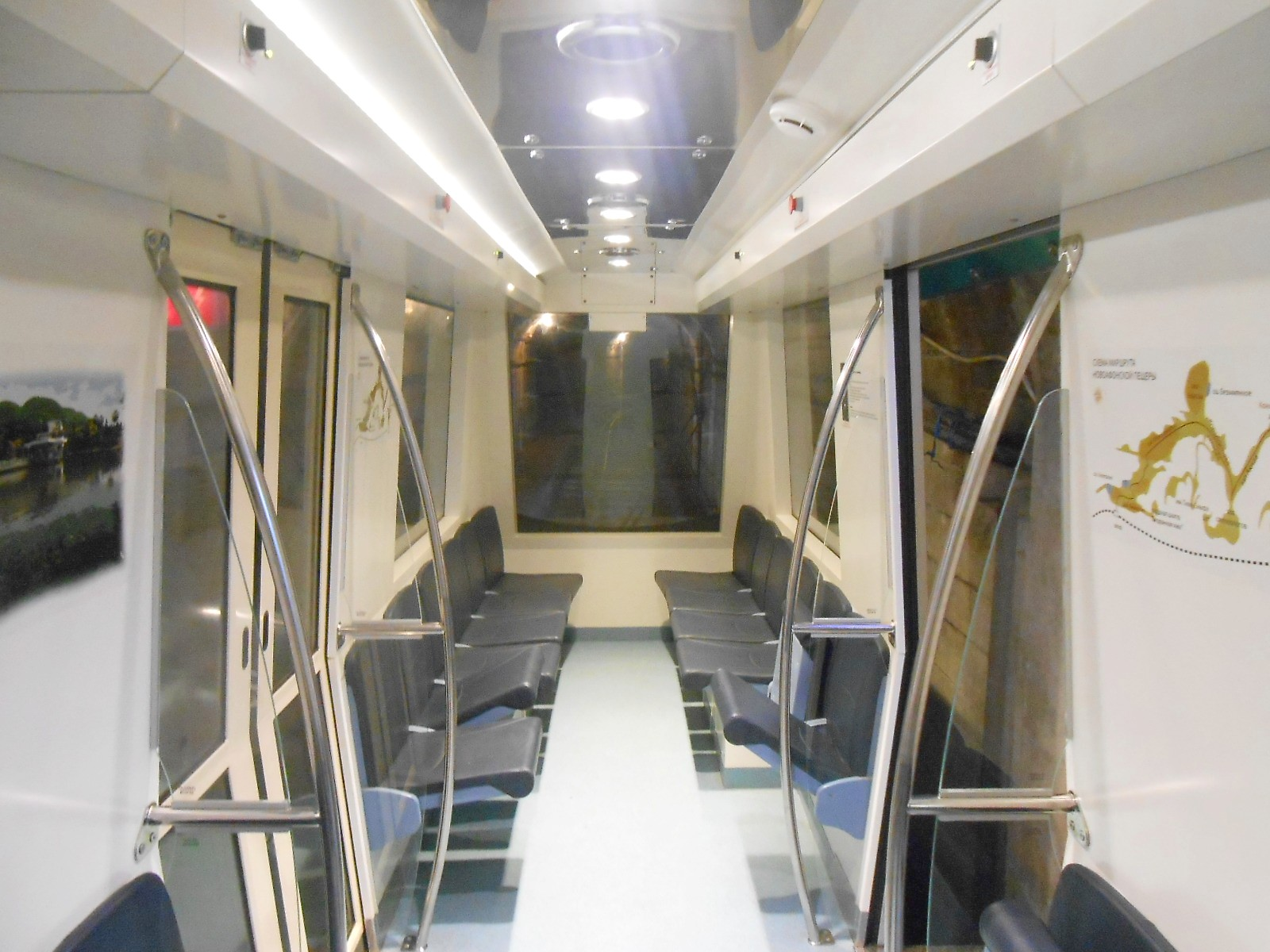
Інтер'єр вагона Еп-563, 2014 рік

Для підвезення туристів до печери у 1975 році було побудовано транспортну систему — тунель із одноколійної електрифікованої залізниці (відкрита 4 липня 1975). Працює під час курортного сезону із травня по листопад. Залізниця довжиною 1291 м має 3 пасажирські станції. Перегони — 816 і 475 м. Поїзд проходить за 3 і 2 хв зі швидкістю до 30 км/год. Початкова станція «Вхідні ворота» експлуатується як посадково-вихідна, проміжна станція «зал Абхазія» — як вихідна, кінцева станція «зал Анакопія» — як посадкова. Залізниця є одно-, вузькоколійною. Ширина колії — 914 мм. Депо розташовано перед початковою станцією — з боку, протилежного тунелю до печери. Двоколійні роз'їзди є у тунелі близько початкової станції в залі станції. Є й 2 з'їзди між початковою та проміжною станціями: до службового тунелю та керівництва станціями. Невелика ділянка перед депо виходить назовні під навісом. Загальна довжина залізниці — близько двох км. Напруга в контактній мережі становить 300 В.
Штатний пасажирообіг — 0,7 млн осіб на сезон, тобто 2 тис. щодня. На більшій частині маршруту опорядження тунелю зроблено з залізобетонних блоків (не метрополітенівського стандарту), частину тунелю прокладено по природній печері. Будівництво метрополітену було виконано у 1965—1975 роках тунельним загоном № 9 і будівельно-монтажним поїздом № 212 управління «Тбілтоннельстрой» під керівництвом Г.Джакелі. Застосовувався буро-вибуховий спосіб.

## Рухомий склад
Спочатку на печерній залізниці використовували склад, переобладнаний із шахтарських вагонеток. Працюючий нині електропоїзд «Турист» виготовили за спецпроєктом інституту «ГИПРОуглемаш» Міністерства вугільної промисловості СРСР на Ризькому вагонобудівному заводі RVR. Модель контактно-акумуляторного електропоїзда не має аналогів. До складу входять 1 моторний, 1 головний і 4 причіпні вагони. Моторний вагон не має пасажирських місць. Загальна місткість електропоїзда — 90 осіб. У 2005 році «Турист» було капітально відремонтовано і модернізовано на московському заводі СВАРЗ. При цьому трамвайний контролер замінили на сучасну транзисторну систему управління. Під час ремонту поїзд було перефарбовано з жовтого у блакитний колір.